# Дроздев, Михаил Григорьевич
Михаил Григорьевич Дроздев — советский хозяйственный и государственный деятель, лауреат Государственной премии СССР за выдающиеся достижения в труде.

## Биография
Родился в 1928 году на территории современной Пензенской области. Член КПСС.
Окончил Бугурусланский нефтяной техникум.
В 1945—1956 годах — буровой рабочий-нефтяник в конторе бурения, слушатель курсов бурильщиков в Москве, буровой рабочий в Пензенской области.
В 1956—1986 годах — бурильщик, буровой мастер Отрадненского управления буровых работ объединения «Куйбышевнефть».
Почётный гражданин города Отрадного (1981).
За большой личный вклад в дело увеличения добычи нефти и газа был в составе коллектива удостоен Государственной премии СССР за выдающиеся достижения в труде 1982 года.
Умер в Отрадном в 1998 году.

## Награды
- Орден Знак Почёта (1977)
- Орден Трудовой Славы III степени (1975)